# Сидоряченский сельский совет
Сидоряченский сельский совет (укр. Сидоряченська сільська рада) — входит в состав
Котелевского района
Полтавской области
Украины.
Административный центр сельского совета находится в 
с. Сидоряче.

## Населённые пункты совета
- с. Сидоряче
- с. Михайловка Первая